# Petilipinnis grunniens
 Petilipinnis grunniens  ist ein Süßwasserfisch aus der Familie der Umberfische (Sciaenidae) und die einzige Art innerhalb ihrer Gattung. Der Gattungsname weist auf die schlanke Afterflosse hin (von lat. petilus – schlank und pinna – Flosse). Die Art kommt im Amazonasbecken in Brasilien sowie im Cuyuní und im Essequibo in Guyana vor.

## Merkmale
Die Gattung Petilipinnis wurde 2002 anhand der Merkmale Afterflosse mit nur einem Hartstrahl, Rückenflosse mit 29 bis 32 Weichstrahlen und karottenförmige Schwimmblase mit kurzen, verzweigten Anhängseln am Vorderende definiert.
Petilipinnis grunniens ist ein langgestreckter Fisch mit annähernd zylindrischem Körper, abgeflachtem Bauch und bis zu etwa 28 Zentimeter Länge. Der Körper ist hellbraun mit, vor allem im vorderen Körperbereich, unregelmäßigen braunen Flecken. Der Bauch ist silbrig. Die Schnauze ist spitz zulaufend mit eng beieinander sitzenden, halbmondförmigen Nasenöffnungen. Das Auge ist elliptisch und länger als hoch. Das kleine Maul ist unterständig und weist je Kiefer ein Band kleiner, zottenartiger Zähne auf. Der Vordeckel ist am Rand leicht gezähnt. Die Kiemenreusendornen sind kurz und dünn. Bis auf die Cycloidschuppen auf Schnauze und Vordeckel sind die Schuppen ctenoid. Die Rückenflosse ist im vorderen Teil hellbraun mit dunklem Rand und weist zehn Hartstrahlen auf. Der hintere Teil mit einem Hart- und 29 bis 32 Weichstrahlen wirkt durch viele braune Flecken unregelmäßig gestreift. Die anderen Flossen sind gelb mit leicht silbrigem Glanz. Die Brustflossen sind relativ klein. Die Schwanzflosse ist rautenförmig.